# 알렉산더 스튜어트
알렉산더 스튜어트(Alexander Stewart, 1214년 ~ 1283년) 또는 알렉산더 던도널드(Alexander of Dundonald)는 스코틀랜드의 귀족으로 제4대 스코틀랜드의 최고궁내관(High Steward of Scotland)을 역임했다. 두 아들 제임스 스튜어트와 존 스튜어트를 통해 메리 스튜어트와 단리 경 헨리 스튜어트의 선조가 된다.

## 생애
3대 궁내관을 지낸 발터 스튜어트와 베호크의 아들로, 외가쪽으로는 둔켈드가의 후손이었다. 외할머니 마조리에는 데이비드 1세의 서자인 노섬벌리아 백작 헨리의 딸이었다.
그는 1246년 아버지 발터 사후 궁내관직을 이어받아 1283년까지 재직했다. 궁내관직은 아들 제임스 스튜어트에게로 이어졌다.
두 아들 제임스 스튜어트와 존 스튜어트를 통해 메리 스튜어트와 단리 경 헨리 스튜어트의 선조가 된다. 제임스 스튜어트의 손자 발터 2세 스튜어트는 브루스 왕조의 스코틀랜드 왕 로버트 1세의 딸 마조리에 브루스(Marjorie)와 결혼, 그들의 아들이 스코틀랜드 왕 로버트 2세가 된다.
본킬의 존 스튜어트는 매튜 스튜어트의 9대조이며 단리 경 헨리 스튜어트의 10대조가 된다.

## 가족 관계
그의 아내의 신분과 이름은 불명확하다.
- 제임스 스튜어트(James Stewart, 1243 - 1309)
- 본킬의 존 스튜어트(Sir John Stewart of Bonkill, Berwickshire, 1245 - 1298년 7월 22일),
- 앤드루 스튜어트(Andrew Stewart, ? - ?)
- 엘리자베드 스튜어트(Elizabeth Stewart, 1248 - 1288) 윌리엄 더글라스 하디 경(Sir William Douglas the Hardy)과 결혼
  - 외손자 제임스 더글러스 경(Sir James Douglas)
- 해위제 스튜어트(Hawise Stewart 1262 - ?) 존 드 솔리스 경(Sir John de Soulis)과 결혼